# Drame lyrique
Drame lyrique est une terminologie utilisée pour qualifier une œuvre pouvant appartenir à différents genres d'opéra ou parfois simplement musicaux.
Selon les auteurs l'expression est employée pour désigner : 
- de manière impropre, des œuvres du « théâtre musical » dans lesquelles le chant n'est pas l'élément principal et dont les intermèdes musicaux et parfois l'œuvre elle-même sont plus exactement dénommés mélodrame ;

- à juste titre, des « pièces de théâtre chantées » qualifiées en italien de dramma lirico ou de melodramma ;

Richard Wagner a souligné dans Oper und Drama le caractère antinomique de ces deux concepts.
- sans véritable justification, des « tragédies en musique », appellation française plus généralement usitée pour traduire l'italien opera seria ou dramma per musica.

Le genre se distingue notamment du « grand opéra » à la française ou de la musique wagnérienne par son caractère intimiste. Pelléas et Mélisande de Claude Debussy est considéré comme l'archétype du véritable drame lyrique.

## Quelques œuvres qualifiées de « drame lyrique »
- Pelléas et Mélisande (opéra) de Claude Debussy
- Werther de Jules Massenet
- La Vida breve de Manuel de Falla
- Proserpine de Camille Saint-Saëns
- De la maison des morts de Leoš Janáček
- Manon Lescaut de Giacomo Puccini
- I Lombardi de Giuseppe Verdi
- Monna Vanna, ainsi que Gismonda d'Henry Février
- Don Giovanni (Don Juan) de Wolfgang Amadeus Mozart
- Faust de Charles Gounod